# Figlio mio, infinitamente caro...
Pour plus de détails, voir Fiche technique et Distribution.
Figlio mio infinitamente caro... est un film dramatique italien écrit et réalisé par Valentino Orsini et sorti en 1985. 

## Fiche technique
- Titre original : Figlio mio infinitamente caro...
- Réalisation : Valentino Orsini
- Scénario : Valentino Orsini, Furio Scarpelli
- Photographie : Luigi Kuveiller
- Montage : Roberto Perpignani
- Musique : Guido De Angelis, Maurizio De Angelis
- Costumes : Lina Nerli Taviani
- Pays d'origine : Italie
- Langue originale : italien
- Format : couleur
- Genre : dramatique
- Durée : 113 minutes
- Dates de sortie :
  - Italie : 20 septembre 1985

## Distribution
- Ben Gazzara  : Avv. Antonio Morelli
- Mariangela Melato  : Stefania
- Sergio Rubini  : Marco Morelli
- Valeria Golino  : Francesca